# Mittelweg 36
Mittelweg 36 ist eine deutsche sozialwissenschaftliche und zeithistorische Fachzeitschrift, die vom Hamburger Institut für Sozialforschung (HIS) herausgegeben wird.
Die Zeitschrift, die nach der Postanschrift des Instituts im Mittelweg in Hamburg-Eimsbüttel benannt ist, erscheint seit 1992 zweimonatlich in Hamburg, seit 1994 in der Hamburger Edition. Beiträge aus der Zeitschrift stoßen regelmäßig auch außerhalb des Wissenschaftsbetriebs auf Resonanz. Mittelweg 36 ist Gründungsmitglied und Partner des Kulturzeitschriftennetzwerks Eurozine.

## Autoren und Redaktion
Autoren sind neben den Mitarbeitern des HIS auch Wissenschaftler und Publizisten aus dem In- und Ausland. Die Redaktion setzt sich aus sieben Personen zusammen. Seit 2022 ist Jens Bisky geschäftsführender Redakteur (in der Redaktionsleitung seit 2021). Thomas Neumann (1937–2002) und Gaby Zipfel (1951–2021; Redakteurin 1992–2012) sowie Martin Bauer (Geschäftsführender Redakteur 2002– 2022) prägten die Gründungsphase, Aufbau und Entwicklung der Zeitschrift.

## Themen und inhaltliche Struktur
Das HIS dokumentiert mit der Zeitschrift seine Forschungsergebnisse, nimmt an aktuellen Debatten teil oder stößt diese an, meist in Form von wissenschaftlichen Aufsätzen, Interviews und Essays. Ein wichtiges Anliegen der Zeitschrift ist die Beobachtung der Gesellschaft. Der Mittelweg soll zwar zu den wissenschaftlichen Debatten in Sozial- und Geschichtswissenschaft beitragen, will aber die dortigen Erkenntnisse und Debatten auch in die Gesellschaft hineintragen. So ist die Zeitschrift seit 2011 auch in Bahnhofsbuchhandlungen erhältlich.
Lange Zeit enthielt jeder Mittelweg 36 Beiträge zu den verschiedensten Themen. In loser Folge erschienen dann zunächst Schwerpunkthefte zu Themen wie etwa Stuttgart 21, Politische Ökonomie, Freundschaft oder Arbeitslosigkeit. 2014 hatte die Zeitschrift laut Martin Bauer 1.200 Abonnenten. Seit 2015 setzt der Mittelweg 36 auf Themenhefte, nicht zuletzt, weil sich diese auch als individuelle Hefte verkaufen.
Entsprechend der Forschungsschwerpunkte des Instituts thematisiert die Zeitschrift besonders soziologische Fragestellungen aus den Bereichen der Gewaltsoziologie sowie Geld- und Finanzsoziologie (z. B. Aaron Sahr). Weiterhin untersucht sie mittels historischem, soziologischem und politisch theoretischem Zugang das Verhältnis von Demokratie und Staatlichkeit. Von 1998 bis 2004 wurde in der Zeitschrift eine Debatte um soziale Exklusion geführt, die 2006 in einem Sammelband der Hamburger Edition und 2008 in einem Band der Reihe suhrkamp taschenbuch wissenschaft dokumentiert wurde. Von 2010 bis 2017 wurden im Mittelweg 36 regelmäßig die Ergebnisse der Berliner Colloquien zur Zeitgeschichte veröffentlicht, die das HIS gemeinsam mit dem Einstein Forum Potsdam veranstaltete.
Viele Hefte enthielten eine Literaturbeilage, die aktuelle Publikationen zu sozialwissenschaftlichen und zeithistorischen Themen diskutiert oder überblicksartige Aufsätze zu literarischen oder ideengeschichtlichen Fragen und Trends bietet. In den vergangenen Jahren wurde darin zum Beispiel die Darstellung von Soldaten im Nachkriegsroman behandelt, die Geschichtsethik Reinhart Kosellecks analysiert oder das Werk von François Dubet vorgestellt.
In der Rubrik Aus der Protest-Chronik am Ende jeder Ausgabe, welche von 1992 bis 2019 erschien, beleuchtete der Politologe Wolfgang Kraushaar jeweils eine Episode aus der Geschichte des politischen Widerstands, etwa die deutsche Studentenbewegung der 1960er Jahre.
Jedes Heft enthält außerdem ein einleitendes Zitat auf Seite 1 und ein Bild auf Seite 2, die sich auf das Thema und die Beiträge des jeweiligen Heftes oder auf aktuelle Debatten beziehen können.